# جوك روذرفورد
جوك روذرفورد (بالإنجليزية: Jock Rutherford)‏ (12 أكتوبر 1884 في المملكة المتحدة - 21 أبريل 1963 في المملكة المتحدة) هو مدرب كرة قدم ولاعب كرة قدم بريطاني (وحمل سابقاً جنسية المملكة المتحدة لبريطانيا العظمى وأيرلندا) في مركز الوسط. شارك مع منتخب إنجلترا لكرة القدم. أما مع النوادي، فقد لعب مع ستوك سيتي ونادي أرسنال ونادي ليتون أورينت ونيوكاسل يونايتد وTunbridge Wells F.C. ‏.

## وصلات خارجية
- جوك روذرفورد على موقع ناشيونال فوتبول تيمز (الإنجليزية)